# Battus laodamas
Battus laodamas är en fjärilsart som först beskrevs av Felder 1859.  Battus laodamas ingår i släktet Battus och familjen riddarfjärilar. Inga underarter finns listade i Catalogue of Life.

## Bildgalleri

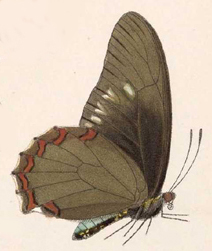